# Wiktor Tiufiakow
Wiktor Wasiljewicz Tiufiakow ps. „Cygan” (ros. Виктор Васильевич Тюфяков, ur. 1921 we wsi Goriajewka w Kraju Ałtajskim, zm. 24 maja 1993 w Ałma-Acie) – radziecki i polski czołgista pochodzenia rosyjskiego.

## Życiorys
Etniczny Rosjanin, w Armii Czerwonej służył od 1938 lub 1939 kończąc w niej Połtawską Szkołę Pancerną. W 1941 walczył w składzie Frontu Południowego doznając rany, w 1942 służył we Froncie Kalinińskim i Zachodnim walcząc w bitwie o Rżew. Podczas trzydziestu pięciu dni ciężkich walk służył w aż pięciu czołgach doznając udaru mózgu, w tym samym roku wstąpił do Wszechzwiązkowej Komunistycznej Partii. W czasie służby w RKKA łącznie został dwukrotnie ranny i raz kontuzjowany.
5 października 1943 został odkomenderowany do formującego się w rejonie Sielc nad Oką 1 Korpusu Polskiego obejmując dowództwo nad 1 kompanią 1 Pułku Czołgów 1 Brygady Pancernej im. Bohaterów Westerplatte. W czasie bitwy pod Studziankami jego czołg o numerze bocznym 110 był jednym z pierwszych wozów brygady, który przeprawił się na przyczółek warecko-magnuszewski. W czasie walk o jego utrzymanie kompania Tiufiakowa wsparła 142 Pułk 8 Armii Gwardii zdobywając m.in. dwa sztandary 1 Dywizji Pancerno-Spadochronowej „Hermann Göring”. Za zasługi w bitwie kpt. Wiktor Tiufiakow odznaczony został Orderem Virtuti Militari V klasy. W brygadzie i 1 Armii Wojska Polskiego pozostał do października 1944, w lutym 1945 został przydzielony do 16 Brygady Pancernej 2 Armii Wojska Polskiego, na stanowisko zastępcy dowódcy 3 batalionu ds. liniowych, nad którym objął tymczasowe dowództwo w czasie operacji łużyckiej. 21 kwietnia 1945 dowódca 16 BPanc. płk Michał Kudriawcew przedstawił Tiufiakowa do odznaczenia Orderem Lenina, dowódca Wojsk Pancernych i Zmotoryzowanych 2 Armii WP gen. Jan Mierzycan (do października 1944 dowódca 1 BPanc.) rekomendował go do tytułu Bohatera Związku Radzieckiego (został do niego przedstawiony także za bitwę pod Studziankami). Ostatecznie Tiufiakow odznaczony został drugim Orderem Czerwonego Sztandaru.
Po zakończeniu wojny wrócił do Związku Radzieckiego, w wyniku konfliktu z nowym dowódcą został zwolniony z armii, zdegradowany i pozbawiony wszystkich odznaczeń. Zatrudnienie znalazł na rodzinnej Syberii, w Ałtajskich Zakładach Geologicznych jako operator magnetometru, następnie przeprowadził się z rodziną do Ałma-Aty w Kazachskiej SRR, gdzie w 1964 odszukali go weterani Wojska Polskiego. Podczas obchodów dwudziestej rocznicy walk na przyczółku warecko-magnuszewskim, w Studziankach Pancernych, spotkał się m.in. z najwyższymi władzami PRL. Wizyta w Polsce oraz popularność, jaką zdobył później serial Czterej pancerni i pies przyczyniły się do rehabilitacji Tiufiakowa, zwrócenia mu radzieckich odznaczeń oraz stopnia wojskowego.
W 1975 r. ukończył zaocznie studia prawnicze pracując odtąd w nowym zawodzie. Zmarł w Kazachstanie.

## Życie prywatne i odniesienia w kulturze
Żoną Wiktora Tiufiakowa była Elizawieta Andriejewna, zmarła w roku 2007. W czasie jego podróży do Polski w 1964 ukazała się powieść Janusza Przymanowskiego pt. Czterej pancerni i pies. Jeden z głównych bohaterów, dowódca czołgu 102, Ukrainiec Wasyl Semen wzorowany był na Tiufiakowie, odziedziczywszy po nim dwubarwne tęczówki oczu. Tworząc fragment, w którym Wasyl i Janek Kos obsługują działo zniszczonego czołgu „Tygrys I” Przymanowski wzorował się na obsłudze działa zniszczonego niemieckiego czołgu przez kpt. Tiufiakowa oraz sierż. Michała Wieliczkę (ładowniczy czołgu 110). Sukces serialu na podstawie książki, w którym nazwisko Semena zmieniono na Olgierd Jarosz a narodowość na polsko-rosyjską, oraz szacunek, z jakim Tiufiakowa potraktowali Polacy, przyczyniły się do rehabilitacji byłego oficera.

## Odznaczenia
- dwukrotnie Order Wojny Ojczyźnianej I stopnia – 28 maja 1945 i 6 kwietnia 1985[8] (ZSRR)
- Order Wojny Ojczyźnianej II stopnia – 16 lutego 1945 (ZSRR)
- dwukrotnie Order Czerwonego Sztandaru – 10 września 1942[3] i 9 czerwca 1945[8] (ZSRR)
- Medal „Za zwycięstwo nad Niemcami w Wielkiej Wojnie Ojczyźnianej 1941–1945” (ZSRR)
- Krzyż Srebrny Orderu Virtuti Militari – 1944 (Polska)
- Medal za Warszawę 1939–1945 (Polska)
- Medal za Odrę, Nysę, Bałtyk (Polska)
- Medal Zwycięstwa i Wolności 1945 (Polska)

i inne.